# Morris (auteur)
Pour les articles homonymes, voir Bevere (homonymie) et Morris.
Maurice De Bevere, dit Morris, né le 1er décembre 1923 à Courtrai (province de Flandre-Occidentale) et mort le 16 juillet 2001 à Bruxelles (région de Bruxelles-Capitale), est un auteur de bande dessinée belge. Il est connu comme créateur en 1946 de Lucky Luke, une série populaire qu'il a dessinée jusqu'à sa mort, seul ou en collaboration avec divers scénaristes, dont René Goscinny. Il a qualifié pour la première fois la bande dessinée de « neuvième art » dans le journal Spirou en 1965.

## Biographie

### Jeunesse et débuts
Maurice De Bevere naît à Courtrai le 1er décembre 1923. Son père est fabricant de pipes. Flamand, il parle néerlandais aussi bien que français. Il fréquente le collège Saint-Joseph à Alost, tenu par des jésuites en soutane (qui l'inspireront plus tard pour dessiner des croque-morts). Il montre de l'intérêt pour le projecteur Pathé Baby qui lui permet de projeter des films en 9,5 mm image par image et ainsi décomposer le mouvement. Il apprend l'animation grâce aux cours par correspondance de Jean Image.
À 20 ans, il travaille comme encreur dans un studio belge de dessins animés (CBA) et rencontre Peyo, André Franquin et Eddy Paape. Plus tard, avec Franquin, Will et Jijé, il formera un groupe d'illustrateurs qu'on surnommera « La Bande des quatre ». En 1944, Morris fait de l'illustration pour Le Moustique, Humoradio (équivalent flamand du précédent) et Het Laatste Nieuws.

### AvecLucky Luke
En 1946, il crée le personnage de Lucky Luke dans une aventure appelée Arizona 1880 qui paraîtra fin 1946 dans L'Almanach Spirou 1947 des éditions Dupuis. En 1947 paraît le début de La Mine d'or de Dick Digger, sur un scénario de son frère Louis De Bevere dans l'hebdomadaire Spirou. À partir de 1949, la série sera éditée en albums. Si Morris choisit le journal Spirou plutôt que Tintin pour publier ses bandes dessinées, c'est parce qu'il trouve Spirou plus ouvert et plus fantaisiste que son concurrent très marqué par le style d'Hergé. En outre, il travaille déjà pour le studio de dessins animés des éditions Dupuis, et a dessiné quelques cartoons pour le magazine Le Moustique, alors propriété de Dupuis. Sur un conseil de son éditeur, il part habiter chez Jijé, lle seul auteur belge de l'époque à faire sérieusement de la bande dessinée, selon les propos de Morris. Il y retrouve André Franquin, qui vient de reprendre la série Spirou et Fantasio, et un peu plus tard Will, qui reprend Tif et Tondu. Au contact de Jijé, il apprend beaucoup de techniques de la bande dessinée, notamment le dessin d'un croquis d'après nature, grâce à plusieurs séances par semaine sur modèle vivant.
En 1948, Morris, Franquin et la famille de Jijé décident de partir pour les États-Unis. Pour Jijé, ce départ est avant tout politique, car il craint une troisième guerre mondiale qui transformerait l'Europe en zone occupée par les troupes de Staline ou dévastée par les bombes atomiques. Pour Morris, ce voyage est plutôt motivé par l'envie de découvrir les décors et les méthodes de travail des auteurs aux États-Unis, qu'il considère comme le pays de la bande dessinée. En juin 1949, après plusieurs mois passés au Mexique, ses compagnons de voyage repartent vers l'Europe. Morris reste aux États-Unis, d'où il continue d'envoyer régulièrement des planches au journal Spirou. Il fait la connaissance de Jack Davis et de Harvey Kurtzman et assiste à la naissance du magazine Mad en 1952. Début 1952, il retourne temporairement en Europe à la mort de son père et réalise avec son frère Louis L'Élixir du Docteur Doxey. Aux États-Unis, il fait également la connaissance de René Goscinny, le père d’Astérix, qui partage un studio de dessinateur avec Kurtzman et John Severin. À partir de 1955, Morris, qui prend peu de plaisir au travail de scénariste et préfère se concentrer sur le dessin, commence à confier à Goscinny les scénarios de Lucky Luke. Leur premier album commun paraîtra dans Spirou en août 1955 avec Des rails sur la prairie. Il rentre ensuite définitivement en Belgique et, après une dernière aventure réalisée avec Louis de Bevere, Alerte aux Pieds-Bleus, il collabore avec Goscinny jusqu'à la mort de celui-ci en 1977, après quoi Morris s'adjoint les services d'autres scénaristes.
Ce voyage aux USA aura cependant pour lui un goût de déception .
De 1964 à 1967, Morris et Pierre Vankeer réalisent La Chronique du 9e Art, ainsi que quelques histoires brèves publiées dans Spirou. En 1968, Lucky Luke paraît dans Pilote. De mars 1974 à février 1975, Lucky Luke est publié dans le mensuel Lucky Luke.
Après la mort de Goscinny en 1977, Morris choisit d'autres scénaristes, comme Xavier Fauche, Bob de Groot, Jean Léturgie, Lo Hartog van Banda, Vicq, Guy Vidal, etc., en utilisant alternativement les services de l'un ou de l'autre selon les albums.
En 1983, Lucky Luke arrête de fumer et troque sa cigarette contre une brindille. Le 7 avril 1988, à Genève, Morris est récompensé par l'OMS (Organisation mondiale de la santé) lors de la Journée mondiale sans cigarette.
En 1987, il crée la série dérivée Rantanplan (le chien idiot d'un pénitencier, dont Lucky Luke se moque volontiers les quelques fois où il est amené à le retrouver), scénarisée par Xavier Fauche et Jean Léturgie, dessinée par Michel Janvier qui alternera les crayons avec Vittorio Leonardo à partir de 1993.
Fin 1990, il fonde Lucky Productions (actuellement Lucky Comics), en partenariat avec Dargaud. Le 27 juin 1992 il reçoit le Grand prix spécial du 20e anniversaire du Festival international de la bande dessinée d'Angoulême.
Le 16 juillet 2001, Morris meurt à Bruxelles d'une embolie pulmonaire, à la suite d'une opération du col du fémur après une chute.
Morris est l'un des rares auteurs de bande dessinée dont toute l'œuvre tourne autour d'un seul héros. La seule histoire de Morris à ne pas se situer dans l'univers de Lucky Luke, ni même dans le décor du Far West, est Du raisiné sur les bafouilles, une courte histoire de gangsters scénarisée par René Goscinny et publiée en 1956 dans Le Hérisson : les auteurs envisagèrent de donner une suite à cette histoire en lançant une nouvelle série, mais l'idée fut vite abandonnée, Morris étant à l'époque déjà trop pris par Lucky Luke.
En outre, il participe aux albums collectifs : Il était une fois... Les Belges (Lombard, 1980), Rocky Luke - Banlieue West (SEDLI, 1985), Images du scoutisme - 50 ans de calendrier FSC (FSC, 1991), Rire c'est rire (F.I.R., 1995), La BD du 3e millénaire (Loterie romande, 1999), Boule et Bill font la fête (Dargaud, 1999) et Contes de Noël du journal Spirou 1955-1969 (Dupuis, 2020).

### Vie privée
Il était marié à Francine A. Blanckaert.

## Œuvres

### Albums
- Lucky Luke (dessin et parfois scénario), avec René Goscinny, Vicq, Bob de Groot, Xavier Fauche, Jean Léturgie, Lo Hartog van Banda, Guy Vidal, Claude Guylouis, Éric Adam, Yann et Patrick Nordmann (scénaristes), Dupuis (1-31), Dargaud (32-59), Lucky Productions (60-67) et Lucky Comics (68-70), 70 volumes, 1949-2002.

- Rantanplan, Lucky Productions puis Lucky Comics, 18 volumes, 1987-2009. Dessiné par Morris et Michel Janvier et alternativement par Vittorio Léonardo.

### Collectifs
- Il était une fois... Les Belges[13], Le Lombard, Bruxelles, 1980
Scénario et couleurs : collectif - Dessin : collectif dont Morris,Participation : La Première Catastrophe ferroviaire.
- Rocky Luke - Banlieue West[14], SEDLI - Jacky Goupil, mai 1985
Scénario : collectif - Dessin : collectif dont Morris - Couleurs : quadrichromie -  (ISBN 2-86725-016-1)
- Images du scoutisme - 50 ans de calendrier FSC[15], FSC, Bruxelles, 1991
Scénario et couleurs : collectif - Dessin : collectif dont Morris,Préface : Stéphane Steeman. Participation : mars 1948, janvier 1973, novembre ; juillet 1974, juillet ; octobre 1975, février 1992 (réimpression mars 1948).
- Rire c'est rire[16], F.I.R., 1995
Scénario et couleurs : collectif - Dessin : collectif dont Morris -  (ISBN 2-87265-046-6)
- La BD du 3e millénaire[17], Loterie romande, décembre 1999
Scénario : collectif - Dessin : collectif dont Morris - Couleurs : quadrichromie
- HS01. Boule et Bill font la fête, Dargaud, Bruxelles, 27 juillet 1999
Scénario : collectif  - Dessin : Roba et ses amis - Couleurs : collectif dont Morris -  (ISBN 2-87129-250-7)
- Contes de Noël du journal Spirou 1955-1969, Dupuis, coll. « Patrimoine », Marcinelle, 27 novembre 2020
Scénario : collectif - Dessin : collectif dont Morris - Couleurs : quadrichromie -  (ISBN 979-10-34738-18-2)

### Revues
- Lucky Luke, dans Spirou[18], 1946-1985.
- Illustrations de romans, contes et rédactionnels, dans Spirou, 1955-1967.
- Les Mille Usages d'un chapeau, deux pages dans Spirou[5] no 1000, 1957.
- Lucky Luke, dans Pilote[19], 1967-1985.
- Lucky Luke, dans Lucky Luke[20], 1974-1975.
- Illustrations, dans Lucky Luke[20], 1974-1975.
- Lucky Luke, dans Le Journal de Tintin[21], 1975-1976.
- Lucky Luke, dans Pif Gadget[22], 1978-1992.
- dans Okapi no 313, 1984[23].

## Influence
Morris a eu une forte influence sur des artistes belges comme Conz, Luc Mazel, Ever Meulen, Erik Meynen, Luc Morjaeu, Ploeg, Marcel Remacle, William Vance et Philippe Wurm. En France, il a inspiré Jean Bastide, Thierry Capezzone, Didier Conrad, Nikita Mandryka, William Maury et Jacques Tardi. Il a également influencé le suisse Zep et l'allemand Flix.

## Réception

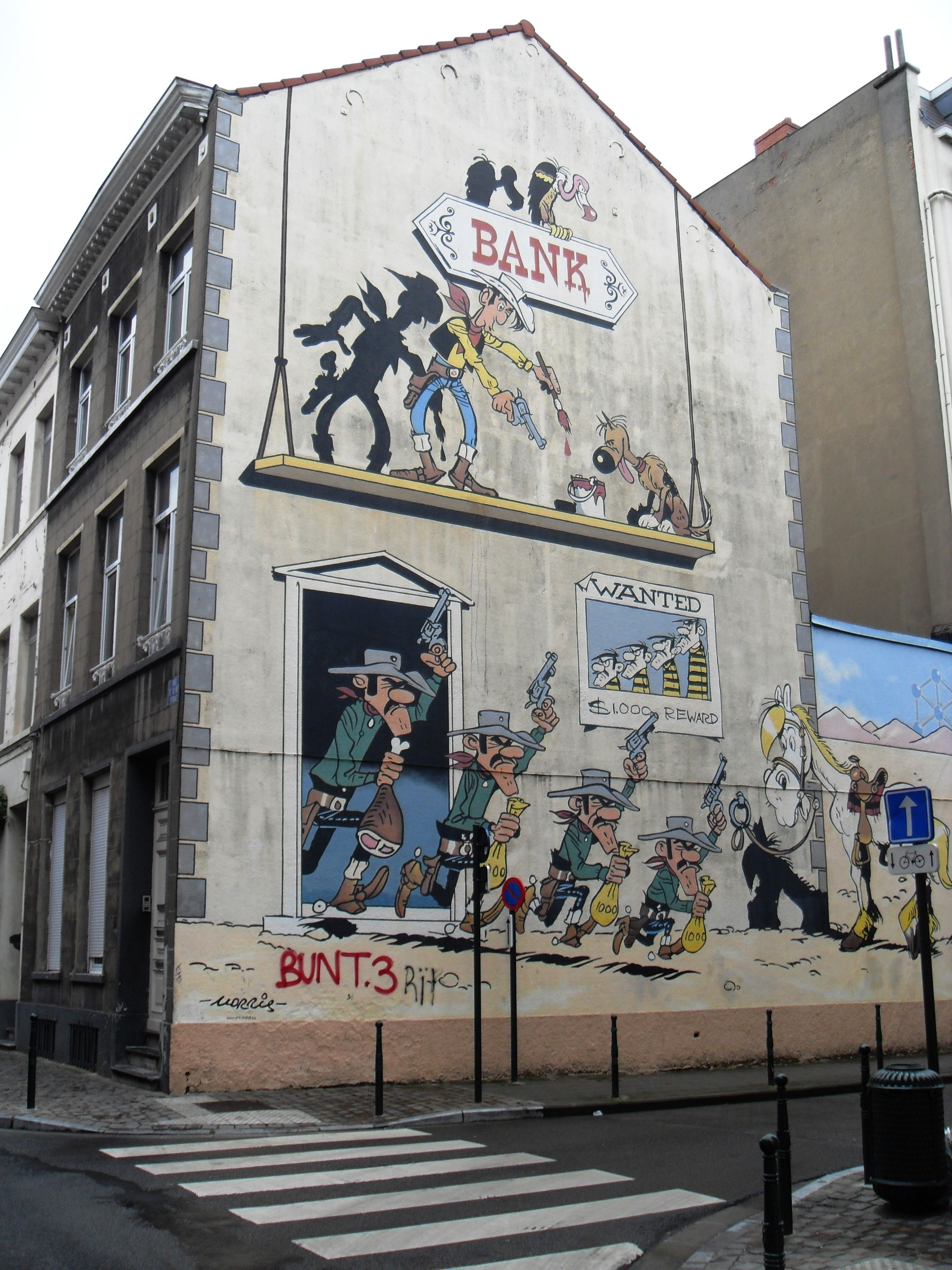
Fresque murale Lucky Luke à Bruxelles

### Distinctions
- 1979 :  Chevalier de l'ordre de Léopold II[25]
- 1991 :  Chevalier de l'ordre de Léopold[25]
- 1996 : Citoyen d'honneur de la ville de Waterloo[25].

### Prix et récompenses
- 1972 :  Grand prix Saint-Michel[26] ;
- 1980 :  Grand prix Betty Boop, Hyères[25] ;
- 1988 : Médaille de l'Organisation mondiale de la santé[25] ;
- 1992 : 
  -  Grand prix spécial du 20e anniversaire[26] du Festival international de la bande dessinée d'Angoulême  ;
  -  prix Honoris causa[26] pour l'ensemble de l'œuvre ;
- 1998 :  prix Géant de la BD décerné par la Chambre belge des experts en bande dessinée[27] pour Lucky Luke ;
- 2000 :  Crayon d'or au Festival de bande dessinée de Middelkerke à Middelkerke pour Lucky Luke[28].

### Postérité
En 1993, une fresque murale Lucky Luke faisant partie du parcours BD de Bruxelles est inaugurée. Elle est située à l'angle des rues de la Buanderie et T'Kint. Elle couvre une superficie de 180 m2 et sa réalisation est due à l'association Art mural.
En 2021, le site BD Gest' le fait entrer dans le panthéon de la BD par le Hall of Fame franco-belge.
À l'occasion du centenaire de sa naissance, une exposition rétrospective exceptionnelle a lieu à la Galerie Huberty & Breyne à Bruxelles en 2023.